# 根竹镇
根竹镇（原名根竹乡），是中华人民共和国广西壮族自治区贵港市港北区下辖的一个乡镇级行政单位。

## 行政区划
根竹镇下辖以下地区：
新民村、泗民村、江口村、三民村、汾水村、民权村、湴田村和根竹村。

## 交通
358国道是根竹镇的主干路，可通往贵港市港北区和覃塘区。根竹站为南广铁路和黎钦铁路交会车站，但不办理客运。